# Troy Leon Gregg
Troy Leon Gregg, född 29 april 1948, död 29 juli 1980, var en amerikansk brottsling, vars mord på två personer 1973 ledde till det mål som kommit att kallas Gregg mot Georgia 1976, då USA:s högsta domstol efter ett motsatt domslut fyra år tidigare fann dödsstraff att vara i enlighet med konstitutionen. Gregg, som skulle ha avrättats i Georgias elektriska stol den 29 juli 1980, rymde natten före sin avrättning tillsammans med några till medfångar och dödades timmar senare i ett barslagsmål i North Carolina. 1980 blev därmed det senaste år under vilket ingen amerikan avrättades; före Greggs tilltänkta avrättning hade två interner avrättats i USA, Gary Gilmore i Utah 1977 och John Spenkelink i Florida 1979.